# James C. Gould
James C. Gould SJ (* 4. Juni 1945 in Johnson City) ist emeritierter Apostolischer Präfekt der Marshallinseln.

## Leben
James C. Gould trat der Ordensgemeinschaft der Jesuiten bei und empfing am 4. Mai 1974 die Priesterweihe.
Papst Johannes Paul II. ernannte ihn am 23. April 1993 zum Apostolische Präfekten der Marshallinseln.
Von seinem Amt trat er am 21. Dezember 2007 zurück.